# Tom Barrett (Politiker, 1981)

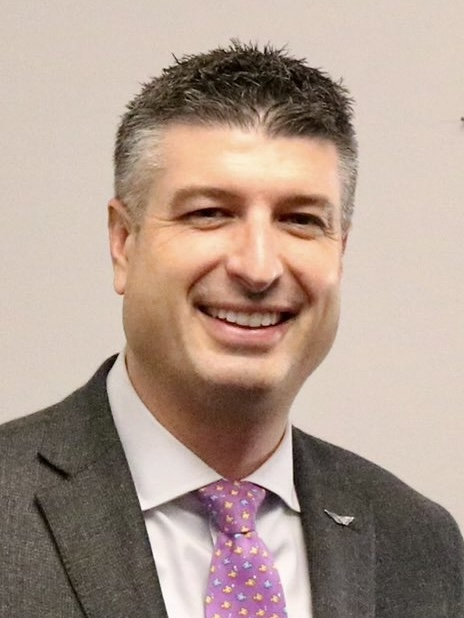
Tom Barrett

Thomas More „Tom“ Barrett (* 30. April 1981 in Southfield, Michigan) ist ein US-amerikanischer Politiker der Republikanischen Partei. Er wurde 2014 in das Repräsentantenhaus von Michigan gewählt und nach zwei Legislaturperioden 2018 in den Senat von Michigan. Barret wurde 2024 im 7. Kongresswahlbezirk des Bundesstaates Michigan in das Repräsentantenhaus der Vereinigten Staaten gewählt.

## Leben
Tom Barrett wurde in Southfield geboren und wuchs in Madison Heights auf. Er ist der Ur-Enkel des demokratischen Politikers Louis C. Rabaut, der bis 1961 für Michigan im Repräsentantenhaus gesessen hatte und auf dessen Gesetzesinitiative die Einfügung der Worte Under God in der Pledge of Allegiance zurückzuführen ist.
Tom Barrett studierte 2002 bis 2007 an der Western Michigan University Politik und erreichte den Grad eines Bachelor. Er diente als Hubschrauberpilot in der United States Army und der Nationalgarde während der Operation Enduring Freedom und der Operation Iraqi Freedom. Nach 22 Jahren Dienst in der Armee wurde er Analyst im Finanzministerium des Bundesstaates Michigan.
Er ist mit einer Anwältin verheiratet und hat vier Kinder.

## Politik
Bei der Wahl 2014 konnte er sich im Wahlkreis 71 gegen die demokratische Amtsinhaberin Theresa Abed mit 50,2 % durchsetzen und wurde in das Repräsentantenhaus von Michigan gewählt. In der folgenden Wahl 2016 wurde er mit 54,04 %, erneut gegen Abed, wiedergewählt.
Barrett wurde 2018 mit 53,5 % im Wahlkreis 24 in den Senat von Michigan gewählt. Hier war er Vorsitzender des Verkehrsausschusses. Er profilierte sich während der COVID-19-Pandemie als Kritiker der Maßnahmen von Gouverneurin Gretchen Whitmer.
Veranlasst durch den Rückzug Joe Bidens 2021 aus Afghanistan trat Tom Barrett erstmals bei der Wahl 2022 im 7. Kongresswahlbezirk gegen Elissa Slotkin erfolglos an. Der Teile von Lansing, aber auch Vororte und ländliche Gebiete umfassende 7. Kongresswahlbezirk gilt als Swing District, 2022 galt als ein gutes Wahljahr für Demokraten in Michigan, da auf dem Wahlzettel auch eine Abstimmung über Schwangerschaftsabbrüche stand. Am Ende unterlag Barrett mit 46,3 % Slotkin, die 51,7 % erreichen konnte.
Als Tom Barrett bei der Kongresswahl 2024 zum 119. Kongress erneut antrat, kandidierte Slotkin in der Senatswahl. Er konnte die republikanische Vorwahl mit 96 % klar für sich entscheiden.
Der demokratische Widersacher Barretts 2024 war Curtis Hertel Jr. aus East Lansing, dessen Familie in Michigans Politik aktiv ist. Hertel selbst war wie Barrett ein ehemaliges Mitglied des Senats von Michigan. Barrett konnte diesmal mit 50,3 % die Wahl für sich entscheiden. Am 3. Januar 2025 trat er sein Amt in dem Repräsentantenhaus des 119. Kongresses an. Der 119. Kongress läuft noch bis zum 3. Januar 2027.